# Otto Fahr
Otto Fahr (Bad Cannstatt, Baden-Württemberg, 19 d'agost de 1892 – Bad Cannstatt, 28 de febrer de 1969) va ser un nedador alemany, que va competir a començaments del segle xx.
Especialista en la modalitat d'esquena, el 1912 va prendre part en els Jocs Olímpics d'Estocolm, on disputà la prova dels 100 metres esquena del programa de natació. En ella guanyà la medalla de plata en quedar rere Harry Hebner.